# Cayo Casio Longino (cónsul 30)
Cayo o Gayo Casio Longino  fue un político, militar y jurista romano, que desarrolló su carrera a mediados del siglo I.

## Carrera pública
Casio Longino fue cónsul el año 30, por lo que año 3 a. C., procónsul de Asia en 40-41 y gobernador de Siria bajo Claudio entre los años 45 y 50. Tras su retorno a Roma, su riqueza y elevado carácter le aseguraron una influencia considerable.
En 58 señaló a Nerón por poseer demasiadas dignidades.
El 65, después de la conjura de Pisón, fue desterrado con Lucio Junio Silano Torcuado, sobrino de su mujer, por Nerón a Cerdeña, por conservar entre las imágenes de sus antepasados la de Cayo Casio Longino, asesino de Julio César. Vespasiano le permitió volver a Roma. Murió a avanzada edad, habiéndose quedado ciego.

## Escuela y obras
Casio fue alumno de Masurio Sabino, con quien luego fundó una escuela de derecho, cuyos seguidores acabaron por llamarse casianos. El libro principal de él fue el libri iuri civilis en diez volúmenes, que fue más tarde usado por los compiladores del corpus iuris civilis de Justiniano.

## Familia
Tuvo una hija, Casia Longina, quien, a su vez, tuvo, con Cneo Domicio Corbulón, a Domicia Longina, mujer del emperador Domiciano.

## En la ficción
Casio Longino aparece como personaje en las novelas históricas El águila en el desierto y Centurión del autor Simon Scarrow, en las cuales, como gobernador de Siria, urde con vistas a convertirse en emperador en lugar de Claudio.